# Онарга (Іллінойс)
Онарга (англ. Onarga) — селище (англ. village) в США, в окрузі Іроквай штату Іллінойс. Населення — 1333 особи (2020).

## Географія
Онарга розташована за координатами 40°42′54″ пн. ш. 88°0′27″ зх. д. / 40.71500° пн. ш. 88.00750° зх. д. (40.714945, -88.007399).  За даними Бюро перепису населення США в 2010 році селище мало площу 3,44 км², уся площа — суходіл. В 2017 році площа становила 3,06 км², уся площа — суходіл.

## Демографія
Згідно з переписом 2010 року, у селищі мешкало 1368 осіб у 447 домогосподарствах у складі 326 родин. Густота населення становила 398 осіб/км².  Було 499 помешкань (145/км²).
Расовий склад населення:
| - 73,0 % — білих - 1,5 % — чорних або афроамериканців - 0,5 % — корінних американців - 0,1 % — азіатів - 22,2 % — осіб інших рас |

До двох чи більше рас належало 2,6 %. Частка іспаномовних становила 39,7 % від усіх жителів.
За віковим діапазоном населення розподілялося таким чином: 30,8 % — особи молодші 18 років, 57,7 % — особи у віці 18—64 років, 11,5 % — особи у віці 65 років та старші. Медіана віку мешканця становила 33,4 року. На 100 осіб жіночої статі у селищі припадало 108,9 чоловіків;  на 100 жінок у віці від 18 років та старших — 104,5 чоловіків також старших 18 років.
Середній дохід на одне домашнє господарство  становив 52 748 доларів США (медіана — 41 010), а середній дохід на одну сім'ю — 52 774 долари (медіана — 46 912). Медіана доходів становила 36 667 доларів для чоловіків та 26 532 долари для жінок. За межею бідності перебувало 17,9 % осіб, у тому числі 26,1 % дітей у віці до 18 років та 17,5 % осіб у віці 65 років та старших.
Цивільне працевлаштоване населення становило 683 особи. Основні галузі зайнятості: виробництво — 25,2 %, освіта, охорона здоров'я та соціальна допомога — 17,3 %, мистецтво, розваги та відпочинок — 11,6 %, оптова торгівля — 11,3 %.